# Abdallah Ibrahim
Abdallah Ibrahim (en árabe, عبد الله إبراهيم; Marrakech, 24 de agosto de 1918 - Casablanca, 11 de septiembre de 2005) fue un político y nacionalista marroquí. En 1944 firmó, junto a otras 68 personas, el Manifiesto de Independencia de Marruecos. Perteneció al partido del Istiqlal y cuándo este se dividió con la creación de la Unión Nacional de Fuerzas Populares (UNFP) se integró en la nueva formación, más a la izquierda. En 1958 estuvo a la cabeza del gobierno marroquí, el cuarto tras la independencia, que no duró más de un año y medio. Murió el 11 de septiembre de 2005 a los 87 años.

## Biografía
Mientras que el protectorado francés en Marruecos terminó oficialmente el 2 de marzo de 1956, Abdallah Ibrahim continúa sirviendo en el primer gobierno de Bekkay. A pesar de los compromisos y disputas con ciertos ministros, muchos de los cuales se le imponen, aplica un programa socialdemócrata a favor de los pobres, lanza un ambicioso sector económico público y trabaja desde bases militares extranjeras establecidas en Marruecos. Sin embargo, es despedido por su enemigo personal, el futuro Hassan II, después de intentar expulsar a un oficial estadounidense nombrado para el gabinete del Ministro del Interior.
Se convirtió, el 26 de octubre de 1956, en Ministro de Trabajo y Asuntos Sociales en el segundo. Después de no haber ocupado ningún cargo en el gobierno de Balafrej (que comenzó el 12 de mayo de 1958), fue nombrado finalmente, el 24 de diciembre de 1958, como Presidente del Consejo de Gobierno por el Rey Mohammed V en colaboración con el Ministerio de Relaciones Exteriores. Extranjero, cargo que ocupará hasta que sea destituido del cargo, 20 de mayo de 1960 [ref. necesario), y que el propio rey se convierta en el presidente del Consejo del nuevo gobierno a partir del 27 de mayo.
En 1959, aprobó la creación de la Unión Nacional de Fuerzas Populares (UNFP), junto con Mehdi Ben Barka y Abderrahim Bouabid, entre otros. Es elegido secretario general en el segundo congreso. El partido de la UNFP conoce las divergencias entre sus líderes, la ruptura se concreta y trae el ala mayoritaria para cambiar el nombre del partido en la Unión Socialista de las fuerzas populares durante el congreso extraordinario de 1975, Abderrahim Bouabid es elegido a cargo de Primero. secretario. Este cambio de nombre se considera necesario para eliminar cualquier amalgama. Abdallah Ibrahim seguirá a la cabeza de la antigua UNFP. Pone en segundo plano sus actividades políticas que se niegan a participar en todos los procesos electorales lanzados desde 1976.